# John Ritter

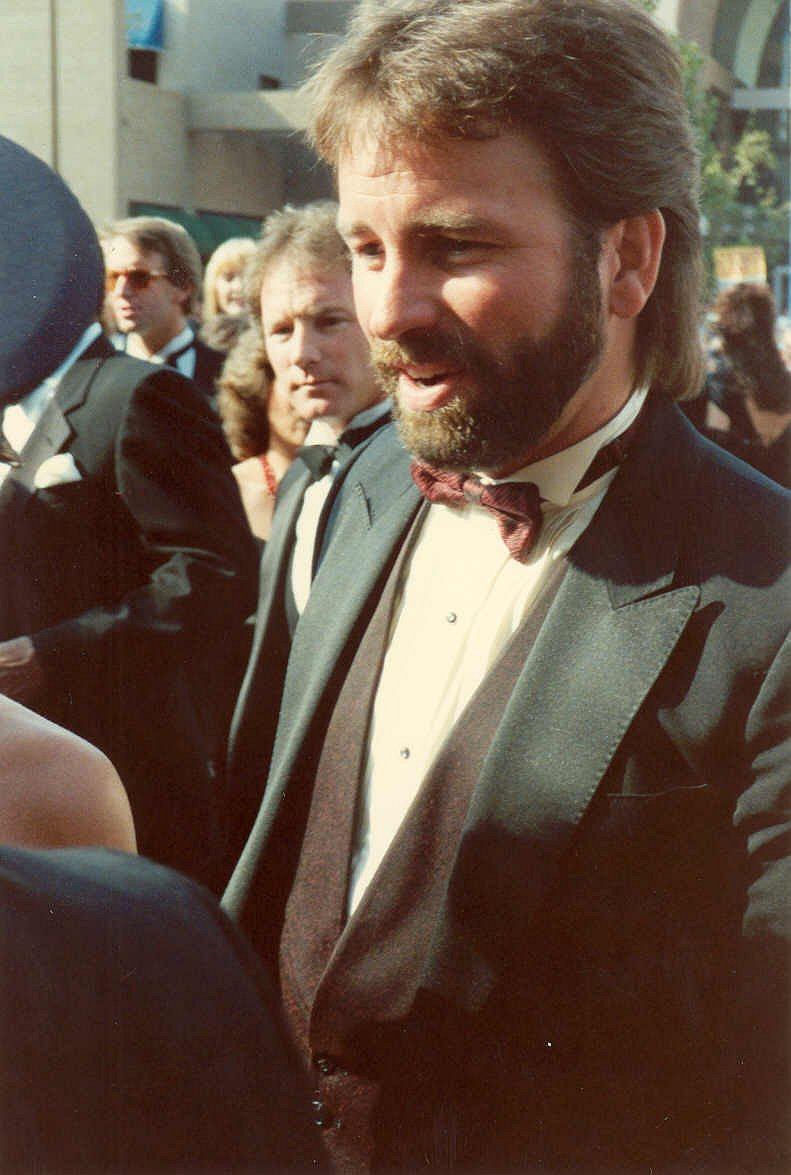
John Ritter bei der Emmy-Verleihung 1988

Jonathan Southworth Ritter (* 17. September 1948 in Burbank, Kalifornien; † 11. September 2003 ebenda) war ein US-amerikanischer Schauspieler. Er wurde durch zahlreiche Gastauftritte in Serien und Shows berühmt. In seiner Rolle als Jack Tripper in Herzbube mit zwei Damen (Three’s Company) wurde er auch in Deutschland bekannt. Für diese Rolle wurde er im Jahr 1984 mit dem Golden Globe und Emmy Award prämiert.

## Leben
Ritter, Sohn des Countrysängers und Schauspielers Tex Ritter und der Schauspielerin Dorothy Fay, besuchte die Hollywood High School in Los Angeles und studierte im Anschluss Psychologie und Schauspiel an der University of Southern California (Schauspiellehrerin Nina Foch). Seine weitere Ausbildung erhielt er von Stella Adler und am Harvey Lembeck Comedy Workshop, an dem er sich mit Robin Williams anfreundete.
Er trat in mehreren Theaterproduktionen auf, bevor er 1965 das erste Mal in der amerikanischen Gameshow The Dating Game vor der Kamera stand. Seine erste Rolle in einer Fernsehserie hatte er 1968 in einer Folge von Hawaii Fünf-Null, 1969 trat er in der Serie Medical Center auf, bis er dann 1970 am Set von Dan August Norman Fell kennenlernte, der auch später in Herzbube mit zwei Damen mit ihm auftrat. Er gewann weiter an Beliebtheit und Bekanntheit durch eine Gastrolle in Die Waltons (1972) und führte seine Gastauftritte in seiner jungen Karriere auch in den Serien M*A*S*H (1972), The Bob Newhart Show (1972), Die Straßen von San Francisco (1972) und Kojak – Einsatz in Manhattan (1973) fort.
1975 bekam er die Hauptrolle in der Serie Herzbube mit zwei Damen, einem Remake der britischen Serie A Man About The House. Dort spielte er die Rolle des Jack Tripper, der eine Wohnung mit zwei hübschen Frauen teilt und gegenüber seinem Vermieter vorgeben muss, homosexuell zu sein. Die Serie lief von 1977 bis 1984 und wurde ein großer Einschaltquoten-Erfolg. 1983 gewann er dafür einen Golden Globe und 1984 einen Emmy.
1976 wirkte er unter anderem in dem Kinofilm Klapperschlangen beißen nicht mit, bevor die Dreharbeiten zu Herzbube mit zwei Damen begannen, 1978 arbeitete er in Breakfast in Bed mit seiner Freundin Jenny Sullivan zusammen und 1979 spielte er in Americathon, 1980 in Ein wahrer Held und 1981 in Sie haben alle gelacht mit. Weitere Rollen hatte er in den Filmen Skin Deep – Männer haben’s auch nicht leicht (1989), Der Spaß beginnt (1992) oder auch in North (1994) und in vielen weiteren Filmen.
Nach der Einstellung der Fernsehserie Herzbube mit zwei Damen nach acht Staffeln im Jahr 1984 machte er mit dem Spin-off Three’s A Crowd weiter, jedoch wurde die Serie nach einer Staffel eingestellt. Weitere Fernsehrollen hatte er in Inspektor Hooperman (1987), die ihm eine Nominierung sowohl für den Golden Globe als auch für den Emmy einbrachte, Küß’ mich, John (1992), Ally McBeal (1997), Buffy – Im Bann der Dämonen (1997), Clifford the Big Red Dog (2000), Scrubs – Die Anfänger oder Meine wilden Töchter (2002).
Im Oktober 2000 übernahm er eine Rolle in Neil Simons Stück The Dinner Party im New Yorker Music Box Theatre an der Seite von Penny Fuller und Henry Winkler. Die Produktion lief bis zum September 2001 mit insgesamt 364 Aufführungen und brachte Ritter gute Kritiken ein. Für seine Leistung wurde er 2001 mit einem Theatre World Award ausgezeichnet.

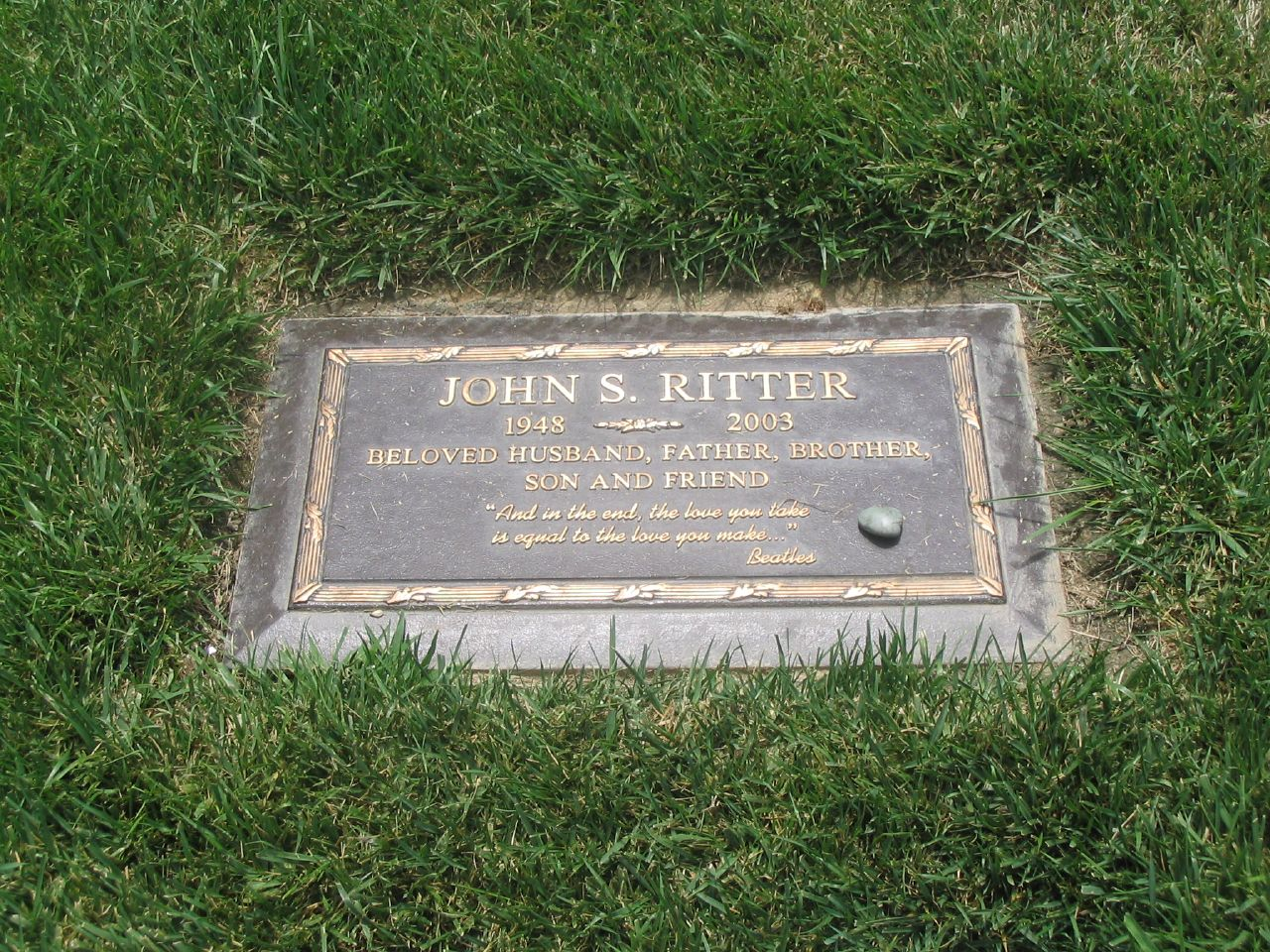
Ritters Grab im Forest Lawn Memorial Park in Los Angeles

Während Proben zu einer Folge von Meine wilden Töchter traten bei Ritter im September 2003 starke Brustschmerzen auf, und er begab sich in das nahegelegene Providence Saint Joseph Medical Center, in dem er am 11. September 2003 im Alter von 54 Jahren – eine Woche vor seinem 55. Geburtstag – an einer Aortendissektion starb. Seine Familie verklagte Anfang 2008 die behandelnden Ärzte auf einen Schadensersatz von 67 Millionen US-Dollar. Die Klage wurde im März 2008 abgewiesen.
Da Ritter in der Serie Scrubs – Die Anfänger in einigen Gastauftritten den Vater des Protagonisten John Dorian verkörperte, wurde ihm die sechste Folge der vierten Staffel gewidmet, in der er völlig unerwartet stirbt. In der Serie Meine wilden Töchter wurde nach Ritters plötzlichem Tod dem von ihm dargestellten Paul Hennessy ebenfalls ein unerwarteter Tod zuteil. Der Kinofilm Bad Santa, in dem Ritter seinen letzten großen Leinwandauftritt hatte, wurde ihm posthum gewidmet.
John Ritter war zweimal verheiratet und Vater von vier Kindern. Mit seiner ersten Ehefrau Nancy Morgan hatte er zwei Söhne, die Schauspieler Jason und Tyler Ritter, und eine Tochter. Mit seiner zweiten Ehefrau Amy Yasbeck hat er ebenfalls eine Tochter.

## Filmografie (Auswahl)
- 1971: Der barfüßige Generaldirektor (The Barefoot Executive)
- 1971: The Other
- 1973: Ein Mann geht über Leichen (The Stone Killer)
- 1973: M*A*S*H (Fernsehserie, Staffel 2, Folge 13)
- 1973–1976: Die Waltons (The Waltons, Fernsehserie, 18 Folgen)
- 1974: Kojak – Einsatz in Manhattan (Kojak, Fernsehserie, Staffel 1, Folge 15)
- 1974: Abenteuer der Landstraße (Movin’ On, Fernsehserie, Staffel 1, Folge 8)
- 1975: Barnaby Jones (Fernsehserie, Staffel 4, Folge 4)
- 1975: Die Straßen von San Francisco (The Streets of San Francisco, Fernsehserie, Staffel 4, Folge 7)
- 1975: Die Nacht, als die Marsmenschen Amerika angriffen (The Night That Panicked America, Fernsehfilm)
- 1976: Nickelodeon
- 1976–1984: Herzbube mit zwei Damen (Three’s Company, Fernsehserie, 172 Folgen)
- 1977: Breakfast in Bed
- 1977–1983: The Love Boat (Fernsehserie, 3 Folgen)
- 1979: 1998 – Die Vier-Milliarden-Dollar-Show (Americathon 1998), in der Rolle des Chet Roosevelt
- 1980: Ein wahrer Held (Hero at Large)
- 1980: So ein Team gibt’s nicht noch einmal (The Comeback Kid)
- 1981: Sie haben alle gelacht (They All Laughed)
- 1982: Pray TV – Die Sendung Gottes(Pray TV)
- 1984–1985: Three’s a Crowd (Fernsehserie, 22 Folgen)
- 1985: Frei für eine neue Liebe (Letting Go)
- 1987: Der letzte Seitensprung (The Last Fling)
- 1987: Wahre Männer (Real Men)
- 1987–1989: Inspektor Hooperman (Hooperman, Fernsehserie, 42 Folgen)
- 1989: Skin Deep – Männer haben’s auch nicht leicht (Skin Deep)
- 1990: Stephen Kings Es (Stephen King’s It, Fernsehfilm)
- 1990: So ein Satansbraten (Problem Child)
- 1991: Bill Cosby Show (Fernsehserie, Staffel 7, Folge 17)
- 1991: Ein Satansbraten kommt selten allein (Problem Child 2)
- 1992: Der Spaß beginnt (Noises Off!)
- 1992: Stay Tuned
- 1994: North
- 1995: The Colony – Umzug ins Verderben (The Colony)
- 1996: Sling Blade – Auf Messers Schneide (Sling Blade)
- 1996, 1999: Ein Hauch von Himmel (Folgen 3x3, 5x24)
- 1997: Nowhere – Eine Reise am Abgrund (Nowhere)
- 1997: Ally McBeal (Fernsehserie, zwei Folgen)
- 1997: Im Schatten des Verrats (Loss of Faith, Fernsehfilm)
- 1997: Schicksalsschläge (A Child’s Wish)
- 1998: Wiege der Angst (Montana)
- 1998: I Woke Up Early the Day I Died
- 1998: Chucky und seine Braut (Bride of Chucky)
- 1998: Shadow of Doubt – Schatten eines Zweifels (Shadow of Doubt)
- 1998: Buffy – Im Bann der Dämonen (Buffy the Vampire Slayer, Fernsehserie, eine Folge)
- 2000: Panic
- 2000: Tripfall – Das Todestrio (Tripfall)
- 2000: Der Makler (Terror Tract)
- 2002: Law & Order: Special Victims Unit (Fernsehserie, eine Folge)
- 2002–2003: Scrubs – Die Anfänger (Scrubs, Fernsehserie, zwei Folgen)
- 2002–2003: Meine wilden Töchter (8 Simple Rules... for Dating My Teenage Daughter, Fernsehserie, 31 Folgen)
- 2002: Alle lieben Oscar (Tadpole)
- 2003: Bad Santa